# Mare Sirenum
Il Mare Sirenum (in latino "Mare delle sirene") è una caratteristica di albedo della superficie di Marte.